# 埃尔沃河
埃尔沃河（法語：Erve，法語發音：[ɛʁv]）是法国卢瓦尔河地区大区马耶讷省与萨尔特省的河流，是萨尔特河的右支流，长71.5千米。